# Camp Diable
Camp Diable är en ort i Mauritius.   Den ligger i distriktet Savanne, i den sydvästra delen av landet, 30 km söder om huvudstaden Port Louis. Camp Diable ligger 198 meter över havet och antalet invånare är 5 082. Den ligger på ön Mauritius.
Terrängen runt Camp Diable är platt åt sydost, men åt nordväst är den kuperad.  Närmaste större samhälle är Curepipe, 17,5 km norr om Camp Diable. 